# Mikołaj Andrzej Piotrowski
Mikołaj Andrzej Piotrowski herbu Junosza – podsędek inowrocławski w latach 1671-1678, pisarz grodzki inowrocławski, sędzia grodzki brzeskokujawski i komornik graniczny brzeskokujawski w 1669 roku, sędzia grodzki radziejowski, pisarz grodzki brzeskokujawski.
Członek konfederacji województw kujawskich w 1670 roku. Poseł województw kujawskich do króla w 1674 roku. 
Był elektorem Michała Korybuta Wiśniowieckiego z województwa brzeskokujawskiego w 1669 roku.